# Kabinett Welsch
Als Kabinett Welsch bezeichnet man die saarländische Landesregierung des parteilosen Ministerpräsidenten Heinrich Welsch vom 29. Oktober 1955 bis zum 10. Januar 1956.
Nachdem Ministerpräsident Johannes Hoffmann wegen der Ablehnung des Saarstatuts zurückgetreten war, wählte der Landtag des Saarlandes Heinrich Welsch als Übergangsministerpräsidenten für den Rest der zweiten Legislaturperiode – die Neuwahlen fanden am 18. Dezember statt. Dem Kabinett Welsch gehörten an:
| Amt                                                               | Name             | Partei    | Partei |
| ----------------------------------------------------------------- | ---------------- | --------- | ------ |
| Ministerpräsident                                                 | Heinrich Welsch  | parteilos |        |
| Minister der Justiz                                               | Heinrich Welsch  | parteilos |        |
| Minister für Arbeit und Wohlfahrt                                 | Heinrich Welsch  | parteilos |        |
| Minister des Inneren                                              | Paul Schütz      | parteilos |        |
| Minister für Kultus, Unterricht und Volksbildung                  | Paul Schütz      | parteilos |        |
| Direktor des Ministeriums der Justiz                              | Erich Lawall     | parteilos |        |
| Minister für Finanzen und Forsten                                 | Adolf Blind      | parteilos |        |
| Direktor des Ministeriums für Kultus, Unterricht und Volksbildung | Eugen Meyer      | parteilos |        |
| Minister für Wirtschaft, Verkehr, Ernährung und Landwirtschaft    | Eugen Huthmacher | parteilos |        |
| Minister für öffentliche Arbeiten und Wiederaufbau                | Eugen Huthmacher | parteilos |        |